# Krupnik

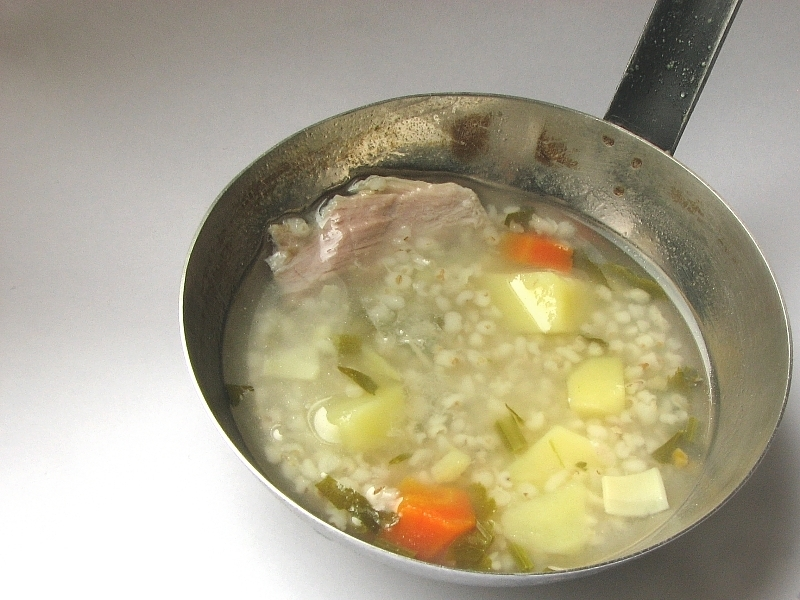
Krupnik

Krupnik is een typisch Poolse maaltijdsoep op basis van een rijke kippenbouillon met gerst, wortel, aardappel, prei, peterselie, eekhoorntjesbrood en stukjes vlees. Als kruiden worden zout, zwarte peper en laurier meegekookt (soms, volgens oude recepten, ook een scheutje wodka).
Het gerecht is calorierijk en zijn ingrediënten (o.a. vlees, aardappel en gerst) hebben een grote voedingswaarde.
"Krupnik" is tevens een merknaam voor Poolse wodka.